# Conus moluccensis
Conus moluccensis е вид охлюв от семейство Conidae. Видът не е застрашен от изчезване.

## Разпространение и местообитание
Разпространен е в Австралия (Куинсланд), Бруней, Вануату, Източен Тимор, Индонезия, Мавриций, Малдиви, Маршалови острови, Микронезия, Науру, Ниуе, Нова Каледония, Палау, Папуа Нова Гвинея, Провинции в КНР, Реюнион, Соломонови острови, Тайван, Фиджи, Филипини, Френска Полинезия и Япония (Кюшу).
Обитава пясъчните дъна на океани и морета.